# Stadion Lori w Wanadzorze
Stadion Lori w Wanadzorze – wielofunkcyjny stadion w Wanadzorze, w Armenii. Jest jednym z największych stadionów w Armenii, najczęściej jest używany do meczów piłkarskich. Stadion jest domową areną klubów piłkarskich: Lori Wanadzor i FC Wanadzor. Obiekt może pomieścić 5000 widzów, wszystkie miejsca są siedzące. W lutym 2011 roku rozpoczął się remont stadionu, który będzie kosztował około 3 miliony dolarów.